# قاعة مشاهير الجمعية الأمريكية لهواة طوابع البريد
تكرم جائزة قاعة مشاهير هواة جمع الطوابع الأمريكية هواة جمع الطوابع المتوفين الذين ساهموا بشكل كبير في مجال جمع الطوابع الوطنية و الدولية.

## التاريخ
تأسست جائزة قاعة المشاهير في جمعية هواة جمع الطوابع الأمريكية عام 1940. وتهدف هذه الجائزة إلى تكريم هواة جمع الطوابع المتوفين الذين قدموا إسهامات كبيرة خلال حياتهم في مجال جمع الطوابع.
لا ينبغي الخلط بين الجائزة وجائزة لوف التي تقدمها الجمعية والتي تُمنح لهواة جمع الطوابع المتميزين الذين كانوا على قيد الحياة وقت منح الجائزة.

## المتطلبات
متطلبات قاعة مشاهير الجمعية الأمريكية لهواة طوابع البريد هي:
- يمكن النظر في ترشيح جامعي التحصيل المتوفين فقط.
- يجب أن يكون المرشحون قد قدموا "إسهامات بارزة في النهوض بهواية جمع الطوابع الوطنية أو الدولية."

## المستلمون
فيما يلي أسماء هواة جمع الطوابع الذين حصلوا على جائزة قاعة مشاهير الجمعية الأمريكية لهواة طوابع البريد. (لم يتم اختيار مرشحين في بعض السنوات):
| - 1941 - جون نيكولاس لوف - السير رولاند هيل، K.C.B. - رالف أندروز باري - بيفرلي سيدغويك كينغ - جون والتر سكوت - توماس كاي تابلينج - جون كير تيفاني - جيمس لودوفيك ليندسي - فيليب ماثياس ولسيفر - تشارلز إسترلي سيفيرن - فريدريك جون ميلفيل - تشارلز لاثروب باك - تشارلز جيمس فيليبس - إدوارد سبرينغ ناب - هيو ماكليلان ساوثجيت - 1942 - ويليام هاملتون بارنوم - والتر ج. كونراث - إيفلين ماري ويلدون سيفيرن - 1944 - يوجين كلاين - 1945 - تشارلز فوستر ريتشاردز - الرئيس فرانكلين روزفلت - ويلارد أوتيس ويلي - 1946 - بيرسي جراي دوان - جوليوس (جون) موراي بارتلز - 1947 - ويليام كارلوس ستون - 1948 - ألفريد ف. ليختنشتاين - 1949 - إدوارد هافن ماسون - جيمس ستار - 1950 - سول نيوبري - الأدميرال فريدريك ر. هاريس - والتر ستون سكوت - 1951 - نيكولا سانابريا - جيمس بنيامين سيمور - القس ويليام هوغارث تاور - 1952 - دونالد دبليو مارتن - والتر ر. مكوي - 1953 - إريك ف. هيرت - القاضي ديفيد د. كالدويل - 1954 - تيريزا ماريا كلارك - الدكتور جيمس سي جودوين - آل فان دال - 1955 - جيريمياه هيس بار - الدكتور دانييل ديروندا بيرولزهايمر - 1956 - الدكتور كلارنس ويلسون برازر - د. هولاند آرتشر ديفيس - الدكتور كلارنس ويليام هينان - 1957 - هيو ماسي كلارك - العقيد ماكس ج. جوهل - جون و. ستويل، الأب. - 1958 - سيدني ف. باريت - ثيودور إي ستاينواي - 1959 - ستانلي ب. أشبروك - ستيفن غوثيل ريتش - 1960 - د. كارول تشيس - أدولف ستيج - 1961 - رولين إي فلاور - موريس فورتجانج - هاري مايرون كونويزر - 1962 - ف. فان ديك ماكبرايد - جورج بينيديكت سلون - 1963 - لويس هنري بارخوسن - هيو سي بار - حيرام إدموند ديتس - 1964 - هنري شالونر - أوغست أ. ديتز الأب. - هوارد إتش إليوت - 1966 - كارل إينار بيلاندر - فيليب هنري وارد جونيور |  | - 1967 - ويليام وودبوري هيكس - جورج وارد لين - هاري فايس - 1968 - لويز بويد ديل - فنسنت دومانسكي جونيور. - فرانسيس الكاردينال سبيلمان - 1969 - تشارلز س. هاملتون - هنري ألبرت ماير - د. جريجوري ب. سالزبوري - 1971 - ريتشارد ماكفرين كابين - لويد ب. غاتشيل - القاضي دونالد فيشر ليبارغر - 1972 - ليستر جورج بروكمان - السير إدوارد ديني بيكون، قائد القوات المسلحة البريطانية. - تشارلز هافيلاند ميكيل - 1973 - إديث مارغريت فولستيتش - بيتر ج. كيلر - إليوت بيري - 1974 - وينثروب سميلي بوغز - سولومون جلاس - إدوين مولر (مولر) - 1975 - هنري م. غودكيند - ديلف نورونا - 1976 - الدكتور مانويل ما. ريسوينيو - السير جون ويلسون (هواة جمع الطوابع)، بارت، K.C.V.O. - 1977 - ألفريد إتش. كاسباري - جيمس مينسينجر تشيمي - 1978 - ألبرتو ديينا - إروين م. هيمان - يوليوس قيصر مورجنثاو - 1979 - هنري إليس هاريس - هاري ل. ليندكويست - الدكتور لويل جوزيف راغاتز - 1980 - جيمس ريتشارد ويليام بورفز - جورج تاونسيند تيرنر - دانيال و. فويس - 1981 - ويليام إيوارت جيريش - جيمس ج. ماتيجكا جونيور - إيثيل بيرجستريسر (ستيوارت) مكوي - 1982 - تشارلز ب. دي فولبي - ليون دوبوس - سفيند يورت - 1983 - وارن هوارد كولسون - د. محمد دادخاه - ديفيد لويس ليدمان - 1984 - جورج هارغست - البارون تاكاهارو ميتسوي - أندرو إيرل ويذرلي - 1985 - يوجين ن. كوستاليس - مورتيمر ل. نينكن - الدكتور جوزيف شاتزكيس - 1986 - روبرت ب. ألكسندر - لوسيان بيرثيلو - ريتشارد طومسون - 1987 - الدكتور سويتشي إتشيدا - هاريسون دونالد سيمان هافربيك - إرنست أنتوني كيهر - 1988 - جيمس ه. بيل - هربرت ج. بلوخ - ويليام رينولدز ريكتس - 1989 - فنسنت غريفز غرين - د. سيريل فرانكلين دوس باسوس - ويليام هربرت ميلر الابن. - بريسكوت هولدن ثورب - 1990 - روبرت ب. برانديبيري - إليري دينيسون - كاثرين ليمون مانينج - س. كيلوج سترايكر |  | - 1991 - إيفريت سي إيرل - تشارلز ل. تاول - لين س. وارم-غريفيث - 1992 - د. ب. فيليكس غانز - كليفورد واشنطن كيسنجر - ليون فنسنت رابكين - روجر ج. ويل - 1993 - عزرا دانولدز كول - سوزان مارشال مكدونالد - برترام ويليام هنري بول - 1994 - كريتون سي هارت - كليفتون أرمسترونج هاوز - د. ليونارد كابيلوف - روبرت أ. سيجل - 1995 - جوزيف بريتون ليفي - جورج مايبي مارتن - تشارلز ج. ستارنز - 1996 - جيمس ه. باكستر - تشارلز س. كراتسنبرغ - د. جوردون توري - 1997 - جوزيف م. كلاري - بانديليس ج. دروسوس - جاك مينكوس - إدوارد بوكر ستيرلنغ - 1998 - ليو أوغست - كالفين ووترز كريستيان - روبسون لوي - 1999 - دوروثي ب. بلاني - تشارلز هنري كوستر - الدكتور روبرت لورنسون داشييل ديفيدسون - جون إي فوكسورث جونيور. - 2000 - إرنست ر. أكرمان - هيرمان "بات" هيرست الابن - ليون نورمان ويليامز - 2001 - الدكتور إنزو ديينا - سي. بلمونت فاريس - الدكتور جاك أمبل ليجراند - والتون يوجين تينسلي - 2002 - فيكتور إ. إنجستروم - إدوارد لوينز بيمبرتون - فيليب سيلفر - 2003 - بنجامين هانز لاجرلوف - فرانشيسكا رابكين - روبرت جرانفيل ستون - فارو يوجين تايلر - 2004 - جون روبرت بوكر الابن - هوراس وايت هاريسون - الكولونيل رالف أرشيبالد كيمبل - رايموند هنري ويل - 2005 - الدكتور هربرت مونك - فرانكلين ريتشارد برونز جونيور - لاوسون هـ. ستون - نيلز فيلهلم سترانديل - 2006 - جورج ويندل بريت - إرنست ماكس كوهن - إميليو ديينا - كالفيت مينجر هان - 2007 - بول هيلمار جينسون - كلايد جينينغز - ماري آن أسبينوال أوينز - 2008 - ويليام بن براون - و. ويلسون هولم الثاني - مورتون دين جويس - 2009 - تشارلز جون بيترسون - هيوبرت كلايتون سكينر - 2010 - ويليام ه. باور - الدكتور كارل هاينز شيمر - ويليام لي ولش الابن |